# Desmodora cuddlesae
Desmodora cuddlesae is een rondwormensoort uit de familie van de Desmodoridae. De wetenschappelijke naam van de soort is voor het eerst geldig gepubliceerd in 1963 door Inglis.